# Pitambara tonkinensis
Pitambara tonkinensis är en insektsart som beskrevs av Victor Lallemand 1942. Pitambara tonkinensis ingår i släktet Pitambara och familjen Lophopidae. Inga underarter finns listade i Catalogue of Life.